# Мерфи, Иэн
И́эн Ме́рфи (англ. Ian Murphy; 16 января 2000, Редлендс, Калифорния, США) — американский футболист, центральный защитник клуба «Колорадо Рэпидз».

## Карьера

### Университетский футбол
В 2018—2021 годах Мерфи обучался в Дьюкском университете и выступал за университетскую футбольную команду «Дьюк Блю Девилз». В Национальной ассоциации студенческого спорта сыграл 69 матчей, забил три мяча и отдал семь результативных передач. Был включён в академический почётный список Конференции атлантического побережья три раза подряд. В сезоне 2021 был включён в третью символическую сборную южного региона.

### Клубная карьера
11 января 2022 года на Супердрафте MLS Мерфи был выбран в первом раунде под общим 14-м номером клубом «Цинциннати». 23 февраля клуб подписал с ним контракт до конца сезона 2022 с опциями продления до конца сезона 2025. Его профессиональный дебют состоялся 5 марта в матче против «Ди Си Юнайтед», в котором он вышел на замену на 75-й минуте вместо Ника Хагглунда. 30 апреля в матче против «Торонто» забил свой первый гол в профессиональной карьере. По окончании сезона 2022 «Цинциннати» задействовал опцию продления контракта с Мерфи. По окончании сезона 2023 «Цинциннати» ещё раз задействовал опцию продления контракта с Мерфи. 1 августа 2024 года Мерфи продлил контракт с «Цинциннати» до конца сезона 2026 с опцией на сезон 2027.
9 декабря 2024 года «Колорадо Рэпидз» приобрёл Иэна Мерфи и Чидози Авазима за $1,2 млн в общих распределительных средствах ($1 млн гарантированных и $200 тыс. условных). «Цинциннати» также сохранил за собой комиссию в случае перепродажи игроков. За «Рэпидз» он дебютировал 18 февраля 2025 года в первом матче первого раунда Кубка чемпионов КОНКАКАФ 2025 против «Лос-Анджелеса».

### Международная карьера
5 января 2024 года Мерфи был впервые вызван в сборную США, в ежегодный январский тренировочный лагерь, завершавшийся товарищеским матчем со сборной Словении. В матче, состоявшемся 20 января, остался незадействованным запасным.

## Достижения
Командные
 «Цинциннати»
- Победитель регулярного чемпионата MLS: 2023

## Статистика выступлений
| Выступление              | Выступление      | Выступление      | Лига | Лига | Плей-офф | Плей-офф | Кубок | Кубок | Континент | Континент | Итого | Итого |
| Клуб                     | Лига             | Сезон            | Игры | Голы | Игры     | Голы     | Игры  | Голы  | Игры      | Голы      | Игры  | Голы  |
| ------------------------ | ---------------- | ---------------- | ---- | ---- | -------- | -------- | ----- | ----- | --------- | --------- | ----- | ----- |
| Цинциннати               | MLS              | 2022             | 26   | 1    | 2        | 0        | 2     | 0     | 1         | 0         | 31    | 1     |
| Цинциннати               | MLS              | 2023             | 23   | 0    | 4        | 0        | 5     | 0     | 3         | 0         | 35    | 0     |
| Цинциннати               | MLS              | 2024             | 31   | 0    | 0        | 0        | —     | —     | 8         | 0         | 39    | 0     |
| Цинциннати               | Итого            | Итого            | 80   | 1    | 6        | 0        | 7     | 0     | 12        | 0         | 105   | 1     |
| Цинциннати 2 (фарм-клуб) | MLS Next Pro     | 2022             | 4    | 0    | —        | —        | —     | —     | —         | —         | 4     | 0     |
| Цинциннати 2 (фарм-клуб) | MLS Next Pro     | 2023             | 1    | 0    | —        | —        | —     | —     | —         | —         | 1     | 0     |
| Цинциннати 2 (фарм-клуб) | Итого            | Итого            | 5    | 0    | —        | —        | —     | —     | —         | —         | 5     | 0     |
| Колорадо Рэпидз          | MLS              | 2025             | 6    | 0    | —        | —        | —     | —     | 2         | 0         | 8     | 0     |
| Колорадо Рэпидз          | Итого            | Итого            | 6    | 0    | —        | —        | —     | —     | 2         | 0         | 8     | 0     |
| Всего за карьеру         | Всего за карьеру | Всего за карьеру | 91   | 1    | 6        | 0        | 7     | 0     | 14        | 0         | 118   | 1     |

Источники: Transfermarkt, Soccerway, Football Database EU.